# Sympecma fusca
Sympecma fusca е вид водно конче от семейство Lestidae. Видът не е застрашен от изчезване.

## Разпространение и местообитание
Разпространен е в Австрия, Албания, Алжир, Беларус, Белгия, Босна и Херцеговина, България, Германия, Гърция, Иран, Испания, Италия, Казахстан, Кипър, Киргизстан, Литва, Мароко, Молдова, Нидерландия, Полша, Португалия, Северна Македония, Румъния, Русия, Словакия, Словения, Сърбия, Таджикистан, Тунис, Туркменистан, Турция, Узбекистан, Унгария, Франция, Хърватия, Черна гора, Чехия, Швейцария и Швеция.
Среща се на надморска височина от 3,5 до 37,3 m.